# 大酔侠
『大酔侠』（だいすいきょう、原題：大醉俠、英語題：Come Drink with Me）は、キン・フー監督・脚本による1966年の香港の武侠映画である。ショウ・ブラザーズ作品。日本では劇場未公開でDVD化された。
キン・フーの代表作の1本にして、主演のチェン・ペイペイを一躍“武侠影后”へと押し上げた作品で、京劇をベースとした素早いカット割りとリアルな殺陣、宿屋という凝縮された空間で展開される主人公・金燕子と山賊たちのスリリングな腕比べ、金燕子に扮したチェン・ペイペイの美しくも凛々しい女剣士ぶりと、当時の香港武侠映画の新機軸を打ち出した作品である。
なお、チェン・ペイペイ演じる金燕子は、張徹（チャン・チェ）監督による1968年の映画『大女侠』にも再登場している。

## スタッフ
- 監督：キン・フー（胡金銓）
- 製作：ランラン・ショウ（邵逸夫）
- 脚本：キン・フー、イー・ヤン（丁善璽）
- 撮影：ホー・ランシャン（西本正）
- 音楽：チョウ・ランピン（周藍萍）
- 武術指導：ハン・インチェ（韓英傑）

## キャスト
- チェン・ペイペイ（鄭佩佩）：総督の娘。盗賊にさらわれた兄を救出にきた女剣士であだなは「金燕子」。
- ユエ・ホア	（岳華）：「酔猫」と呼ばれている孤児たちを集めている芸人。しかし実際は武芸の達人であり「酔侠」と呼ばれる。
- チェン・ホンリエ（陳鴻烈）：「玉面虎」と呼ばれている、白づくめの服装の盗賊。
- ヤン・チーシアン（楊志卿）：「了空大師」と呼ばれる僧侶。「酔侠」の武術の兄弟子で、師匠を殺した男「ティアオ・チンタン」。